# Hugo Christiaan Hamaker

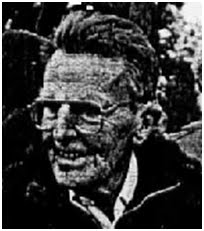
Hugo Christiaan Hamaker

Hugo Christiaan Hamaker (23 maart 1905, Broek op Langedijk - 7 september 1993, Eindhoven) was een Nederlands fysicus, naar wie de Hamakertheorie is genoemd, die de vanderwaalskracht tussen grotere objecten dan moleculen beschrijft. Zijn publicatie uit 1937 is vaak geciteerd.
Hij promoveerde 1934 aan de Universiteit Utrecht bij Leonard Ornstein op de dissertatie Reflectivity and Emissivity of Tungsten; with a Description of a New Method to Determine the Total Reflectivity of Any Surface in a Simple and Accurate Way. Van 1934 tot 1967 was hij werkzaam aan het Philips Natuurkundig Laboratorium in Eindhoven. In 1960 werd hij benoemd tot hoogleraar aan de Technische Universiteit Eindhoven.